# 村民代表南川
村民代表南川（そんみんだいひょうみなみかわ、1994年3月28日 - ）は、日本のお笑いタレント、ピン芸人。愛称は村民（そんみん）。サンミュージックプロダクション所属。

## 略歴
岩手県滝沢村（現滝沢市）出身で、芸名の由来となっている。その他、自身の学生時代のあだ名も「村民」であり、呼ばれ慣れている名前を残したかったからということで、「4・4・5の音、またはそれに準ずるリズムで読める芸名」にするため、勝手に「代表」を付け、最後も5音にするために本名の皆川に一字足して「南川」にして芸名を付けた。他の芸名候補として、高校時代に囲碁将棋部の主将であり、初めて作ったフリップネタが「高校将棋あるある」だったことから同じく4・4・5の音を活かした「将棋部キャプテン南川」、高校の文化祭で出た時の芸名「WENT！皆川」も考えていたが、「将棋部 - 」の方は、この芸名だと将棋ネタしか出来なくなりそうだと気付いたこと、「WENT - 」はGO!皆川を過去形にしているだけということで共に候補から外したという。
岩手大学人文社会科学部在学中に、学生演劇サークル「劇団かっぱ」に所属、また落語研究会を創設。2012年の国民的大学生芸人グランプリ・大学芸会で第3位に入賞（このときの2位はサツマカワRPG）。
大学卒業後は、広告営業マンとして北海道札幌市で就職。サラリーマンのかたわら札幌吉本のオーディションライブ「笑道」にエントリーしていた。2017年に退社して、芸人を志し上京。同年中にサンミュージックに所属し、芸人としての活動を本格的に開始。

## 人物
- 芸風は主に一人コントで、ハイテンションなキャラでアクロバットな動きを用いる。歌ネタやリズムネタもある。
- 大学で専攻していた心理学を用いたネタをすることもある。
- 岩手高等学校時代には囲碁将棋部に所属しており、将棋で三段の資格を持っている[1]。
- 高校時代、囲碁将棋部の遠征で東京に来ていた際にR-1ぐらんぷりに出場している。[4]
- 大道塾空道初段。
- 社会調査士の資格を所持している。
- 東北楽天ゴールデンイーグルスのファン。
- 大学時代の先輩が主宰する「劇団ボンボヤージュ！」にも所属中。
- 2019年、同じ事務所の先輩であるヒガ2000とのユニット「ネオTOKYO」でM-1グランプリに出場した。[5]

## 出演

### テレビ
- ウチのガヤがすみません!（2017年12月12日・2018年9月4日,10月16日,11月27日・2019年12月3日、日本テレビ）
- 一夜づけ（2018年5月7日,5月14日、テレビ東京）
- ぐるナイおもしろ荘この夏ブレークする芸人が生放送で決定SP!(2018年7月26日、日本テレビ)
- いいコト! 見たい! 知りたい! 出かけたい!（2018年8月25日、岩手朝日テレビ）
- カンムリ（2019年2月15日、RCC中国放送）
- ムービングいわて 若手芸人奮闘記～笑いと涙の東京・大阪物語～（2019年3月15日、テレビ岩手）
- 5きげんテレビ（2019年6月24日、テレビ岩手）
- 青森・秋田・岩手 ナツ得テレビ（2019年7月20日、青森放送・秋田放送・テレビ岩手）
- 前略、西東さん（2020年9月19日、中京テレビ）
- にちようチャップリン（2023年6月4日、2024年3月23日、テレビ東京）
- 第1期芸人将棋最強トーナメント（2024年12月14日、BSよしもと）

### ラジオ
- はみだし しゃべくりラジオ キックス（2017年12月13日・2018年11月14日、山梨放送）
- フラワーガーデン（2019年6月24日、えふえむ花巻）
- 松原友希のアフタースクールらじお（2019年6月28日、IBC岩手放送）

### インターネット
- 7.2 新しい別の窓（2018年4月1日、AbemaTV）
- 『オルタナティブガールズ2』TGS2018 公式特別生放送（2018年9月22日）
- オルガルステーション（2018年10月28日～ 放送中/月1回配信）
- 吉田尚記 dスタジオ（2019年2月26日）

#### ニコジョッキー
- VS三拍子（2017年10月26日）
- かもめんたるのかもめんこむいちゃいました（2017年1月4日）
- スパローズのジョッキー将棋会館（2018年5月21日,9月17日,12月17日・2019年2月18日）
- 小林アナと閃光花火の売れナイト（2018年6月19日）
- さいとうあずさの色々迷走中（2018年11月8日・2019年11月14日）
- ローズヒップファニーファニーのジョッキー(仮)（2018年11月30日）